# Якути
Якутите (самоназвание: в единиствено число саха, в множествено число сахалар) са тюркски народ, свързан с руската република Якутия, разположена в далечния североизточен край на Русия. Живеят също така в огромните области, простиращи се до р. Амур, гр. Магадан и о. Сахалин и в Евенкски автономен окръг. В Якутия якутите са най-голямата етническа група (48% от населението).
По времето на Съветския съюз броят им намалява поради насилственото разселване на якутите и работническата имиграция, свързана с експлоатацията на природни богатства в руския север. Тъй като броят на якутите, говорещи на родния си език, е сравнително голям, якутският език не се смята за застрашен от изчезване. Известна част от старите руските заселници в Далечния изток са асимилирани от местното население и възприемат якутския език.
Якутите се разделят на две основни групи според географското си местообитание. Якутите в северните области са получергарски племена, които се занимават с рибарство, отглеждане на стада от якове и елени, докато якутите в южните области отглеждат и едър рогат добитък и коне. И двете групи водят получергарски начин на живот в юрти, като се придвижват между местата за лятно и зимно чергаруване всяка година.

## Произход
По археологически и етнографски данни, якутите се оформят в резултат на смесването на тюркоезични преселници от юг (вероятно, от областта около езерото Байкал) с местни племена (евени, евенки и други северноазиатски народи) по средното течение на Лена. Предполага се, че последната вълна от преселници от юг, които участват в етногенезата на якутите прониква в този район през XIV – XV в. Освен това якутският език е изолиран в много отношения от най-близките сибирски тюркски езици. В расово отношение якутите са представители на централноазиатския антропологичен тип на северноазиатската раса. В сравнение с другите тюркоезични народи в Сибир, при тях е най-силно изразен монголоидният комплекс, окончателно оформен в средата на второто хилядолетие по течението на р. Лена.
През 17 век руснаците колонизират областите, в които живеят якутите. След откриването на златни залежи и построяването на транссибирската магистрала в Якутия се заселват много руснаци. Докъм 1820 година почти всички якути са покръстени, но много запазват езическите си вярвания.

## Традиции
Якутският народен епос олоҥхо (олонхо) е включен в Списъка на ЮНЕСКО за световното културно наследство.